# Pseudohyophila peruviana
Pseudohyophila peruviana är en bladmossart som beskrevs av Hilpert 1933. Pseudohyophila peruviana ingår i släktet Pseudohyophila och familjen Dicranaceae. Inga underarter finns listade i Catalogue of Life.